# Леман, Николай Михайлович
Николай Михайлович Леман (1800—1865) — генерал-лейтенант, участник русско-турецкой войны 1828—1829 годов.

## Биография
Родился в 1800 году в семье надворного советника Михаила Михайловича Лемана.
Образование получил в Дворянском полку, из которого был выпущен в артиллерию. Впоследствии Леман долго служил в гвардейской пехоте. В 1822 году был произведён в подполковники.
С началом русско-турецкой войны 1828—1829 годов был назначен командиром Тобольского пехотного полка. Взял штурмом крепость Рахов, находясь впереди полка, за что был произведён в полковники и 1 июля 1829 года был награждён орденом Святого Георгия 4-й степени (№ 4275 по кавалерскому списку Григоровича — Степанова).
После войны командовал 1-й учебной бригадой военных кантонистов. В 1831 году был награждён орденом Св. Анны 2-й степени; в 1837 году получил чин генерал-майора; в 1839 году — золотое оружие. В 1846 году получил орден Св. Владимира 3-й степени, в 1848 году — орден Св. Станислава 1-й степени; в 1855 году был начальником резервной дивизии 3-го пехотного корпуса. В январе 1856 года уволен в отставку с производством в генерал-лейтенанты.
Николай Михайлович Леман умер в 1865 году.

## Семья
Старший брат Н. М. Лемана, Павел Михайлович, также служил в русской императорской армии и был генерал-майором и кавалером ордена св. Георгия 4-й степени.
Н. М. Леман был женат (1832) на Екатерине Пахомовне Черновой, дочери генерал-майора Пахома Кондратьевича Чернова (известной тем, что в 1825 году она послужила причиной знаменитой смертельной для обеих сторон дуэли её брата, поручика Константина Чернова, и несостоявшегося жениха, флигель-адъютанта Владимира Новосильцева). В браке родились восемь детей; дочь Елизавета была замужем за крупным производителем российского фарфора Павлом Петровичем Гарднером.